# Kárpáthy Zoltán (film)
A Kárpáthy Zoltán 1966-ban bemutatott magyar filmdráma, melyet Jókai Mór azonos című regényéből Várkonyi Zoltán rendezett. A szintén 1966-os Egy magyar nábob folytatása, amellyel együtt 2012-ben bekerült a Magyar Művészeti Akadémia tagjai által kiválasztott legjobb 53 magyar alkotás közé.

## Történet
|  | Alább a cselekmény részletei következnek! |

18 év telt el az Egy magyar nábob cselekményének befejezése óta. Kárpáthy Zoltán 18. születésnapját ünnepelték a Szentirmay-kastélyban. Az ünnepi tortából Katinka kapott elsőnek a fiútól, akivel egy hatalmas fa tövében csókot is váltottak, és örök szerelmet ígértek egymásnak. Az éjszaka közepén Szentirmay Rudolf felkeltette Zoltánt, majd együtt átlovagoltak Kárpáthy János birtokára. Az ősi kastélyban kibontatták azt a falat, amely Zoltán édesanyjának lakosztályát zárta el a külvilágtól. Rudolf, miközben Zoltán meghatottan téblábolt – sosem látott – édesanyja szobájában, elolvasta Fanny utolsó levelét, amelyben a nő felfedte (volna) legféltettebb titkát Flóra előtt. Szentirmay Rudolf 18 év után tudta meg, hogy Fanny egykor valójában őt szerette. Rudolf közölte Zoltánnal, hogy a fiúnak el kell hagynia a Szentirmay-házat, meg kell kezdenie felnőtt életét, Pestre kell költöznie, Tarnaváriékhoz.
Maszlaczky ügyvéd beszámolt az „évszázad perénak” állásáról, majd rávette Abellinót, hogy évi 2400 forint életjáradékért lemondjon a Kárpáthy-vagyonról. A ravasz ügyvéd a hatalmas birtok megszerzéséért folytatott harcba bevonta Kőcserepy Dánielt, a gazdag, törekvő pesti polgárt, főhivatalnokot. Tervének része volt az is, hogy egyszer majd feleségül vegye Kőcserepy leányát, Vilmát.
Rudolf furcsa, rideg viselkedése Zoltánnal szemben feltűnt a feleségének, a férfi elmondta, hogy perbe fogták, Zoltán érdekében tette mindazt, amit tett.
Vilma betegeskedett, de Kőcserepyék – a társadalmi elvárások miatt – bálba készülődtek. A Duna vízállása a feltorlódott jégtáblák miatt egyre jobban emelkedett, már elérte a Kék Macska fogadó udvarát. Maszlaczky felkereste Trommelt, pénzt adott neki, hogy a férfi csónakokat, dereglyéket és hozzájuk való legénységet bérelhessen. A katonaság a Pest alatti ágyúval lőtte a jeget, kevés sikerrel. Robbantással is kísérleteztek, ám az egyik akna gyújtózsinórja kialudt. Az arra lovagló Kárpáthy Zoltán magára vállalta az életveszélyes feladatot: szivarjával sikeresen újragyújtotta a kanócot. Tarnaváriéknál Wesselényi Miklós és Szentirmay Kárpáthy Zoltánról társalogtak. A fiú is sort kerített arra, hogy a nevelőapjával beszélgessen, de nem tudta meg Rudolftól, hogy mi az oka a vele való rideg bánásmódnak.
Az estély váratlanul félbeszakadt, mert hírt kaptak arról, hogy a gát átszakadt, s a víz a pesti oldal alacsonyabban fekvő házait és a benne lakókat fenyegette. Trommelék pénzért segítettek az embereken, s akinek nem volt semmije, azt sorsára hagyták. Wesselényi Miklós és barátai önzetlenül mentették a polgárokat, szegényeket, gazdagokat egyaránt. Kárpáthy Zoltán kihúzott a vízből egy öregasszonyt, majd Kőcserepyék palotájához ment, és az ablakon keresztül, az ölében kimentette Vilmát az árvíz elől. Egyre több ház omlott össze, Trommelék jól kasszíroztak, de a pesti diákok észrevették a haramiák ténykedését, és a nyomukba eredtek. Arra kényszerítették az aljas számító embereket, hogy azok – befejezve nyerészkedő ténykedésüket – adják át a csónakjaikat. A főurak egy része Dabróni és Fegyverneki báró vezetésével gyertyákkal kivilágított dereglyéiken mulatoztak az áradó folyón. Wesselényi és társai felelősségre vonták a gyalázatosan viselkedő nemeseket, és – öklök, evezőlapátok segítségével – megtanították őket a tisztességes viselkedésre.
Maszlaczky és Kőcserepy Dániel egy fürdőben gúnyosan beszélgettek Zoltán hőstettéről, miközben a Kárpáthy-birtok megszerzéséről nem tettek le. A gazdag polgár telekspekulációba kezdett, az ügyvéd ámulatát is elnyerte azzal a tervével, ahogyan a várost akarta „megfojtani”. A főhivatalnok olcsón felvásárolta az árvízben tönkrement romos házakat, és később a telkeket busás haszonnal kívánta továbbadni.
Zoltán Kis Miskát faggatta arról, hogy vajon miért dermedt meg körülötte a levegő. A fiú arra a következtetésre jutott, hogy a családi birtokért folytatott „pör” lehet az oka az elhidegülésnek. Miska megdicsérte Zoltánt a pesti árvíz alatti helytállásáért, aki ígéretet tett apja egykori barátjának, hogy támogatni fogja a birtokán élő jobbágyok örökváltság iránti igényét.
A fiú az ellenségnél is próbálkozott, Maszlaczky azonban szemforgató módon az ügyvédi titoktartásra hivatkozva megtagadta a fiú tájékoztatását a Kárpáthy kontra Kárpáthy per állásáról. Zoltánt felkereste Bogozy, Maszlaczky titkára, és felajánlotta a fiatal Kárpáthynak az ügy iratait. Abellino elszegényedett, az ügyvédjét próbálta megpumpolni, de kevés sikerrel járt. Maszlaczky a reformista uraktól féltette a birtokot; szerinte a nemesség pillanatokon belül adót fizethet, és „sültparasztok” kezére kerülhetnek a földek, ha a reform hívei győznek az országgyűlésen.
Zoltán és Katinka titokban találkoztak egy templomban, ezért a lány apja felelősségre vonta korábbi neveltfiát. Rudolf továbbra is arra kérte Zoltánt, hogy ne akarjon kapcsolatba lépni a Szentirmay család egyetlen tagjával sem. A fiatal Kárpáthy ezek után levelet írt Bogozynak, melyben kérte tőle a családi per aktáit. Maszlaczky élvezettel olvasta fel ezt a levelet Kőcserepynek, a cselszövők örömmel konstatálták, hogy megtalálták a romantikus, egyenes fiatalember gyenge pontját, akár bírósági tárgyalás nélkül is az ölükbe hullhat a hatalmas vagyon. Kőcserepy türelmetlenkedett a per elhúzódása miatt, készpénzre volt szüksége a telkek felvásárlásához. Az ügyvéd megnyugtatta, hogy a francia tőkét érdekli a telekvisszatartási terv, Griffard bankár örömmel nyújt hitelt. 

Latinovits Zoltán, Linka György, Básti Lajos és Barsy Béla

Szentirmay Rudolf, Wesselényi Miklós, Clark Ádám és Tarnavári gróf a Lánchíd terveit tanulmányozták, a mérnök véleménye szerint 10 éven belül elkészülhet a híd, amely kapocs lesz Európához. A beszélgetés közben a Lánchíd Részvénytársaság tagjai is észrevették, hogy a pesti földek nagy részét Kőcserepy Dániel megvásárolta, s nyilván fel fogja verni a telkek árát.
Zoltán tanulmányozni kezdte a per részleteit. Kőcserepy Vilma naplóját összetépte az apja, mert abból kiderült, hogy a lány szerelmes lett Kárpáthyba, élete megmentőjébe. A felháborodott apa durván beszélt gyermekével, közölte a betegségéből nemrég felgyógyult lánnyal, hogy ne ábrándozzon az ellenségükről. Zoltán az iratokból megtudta, hogy mivel vádolták meg Szentirmay Rudolfot. A fiú nyomozni kezdett: beszélt képmutató nagyanyjával, s a lefizetett Kutyvalvy Andrással. Rádöbbent, hogy a hamis tanúk az édesanyját is hűtlenséggel vádolták. Ezért inkább azt tervezte, hogy lemond az örökségéről, de az anyja becsületét nem hagyja bíróság előtt bemocskolni. Kis Miska megpróbálta lebeszélni a fiatal bárót meggondolatlan tettéről. Zoltán ügyvédje nem járt sikerrel, Maszlaczky megakadályozta, hogy kiegyezzenek Abellinóval, aki pedig hajlott az osztozkodásra. Zoltán nagykorúsíttatta magát, és átengedte a hatalmas vagyont nagybátyjának, valójában azonban Kőcserepyéknek.
Az új földesurat Maszlaczky, Dabroni és Bogozy fogadták, a cselédség megszökött a kastélyból. Zoltán éppen naplót írt európai utazásáról, amikor megjelentek a lakásán Szentirmayék. Rudolf beleolvasott a kéziratba, és felajánlotta, hogy otthon együtt folytassák. Bogozy elégedetlenkedett, amikor a gazdájával vizet hordtak egy hatalmas dézsába Kőcserepy úrnak. Ekkor három úr érkezett a birtokra, akikkel az ügyvéd nem akart találkozni. Kis Miska beszédbe elegyedett Bogozyval, és megtudta tőle, hogyan csalták tőrbe Zoltánt. Wesselényi és Szentirmay a Lánchíd építése ügyében keresték fel Kőcserepyt, aki a tervek bemutatása ellenére sem akart megválni pesti telkeitől, még várni akart, hogy feljebb srófolhassa az árukat. A beszélgetés elmérgesedett vitává vált, Wesselényiék dolgavégezetlenül mentek el. Miska rátörte az ajtót Kutyfalvy Andrásra, akit felelősségre vont a hamis tanúskodásáért. Az elpáholt gazember aláírta a beismerő vallomást, majd elrohant mentegetőzni Kőcserepyékhez. Maszlaczky Dabrónitól kért segítséget, hogy a párbajhős Szentirmay Rudolfot és Kárpáthy Zoltánt eltegye az útból, nehogy újra kezdődhessen a per. Kőcserepy szerint amíg a fiú életben van, állandó fenyegetést jelent a számukra. Dabróni eldicsekedett azzal, hogy akivel ő eddig szembekerült, az nem lett hosszú életű. Kőcserepy Vilma egyre lázasabb lett, édesanyja imádkozott Istenhez, hogy ne vegye el tőle egyetlen lányát. Vilma kihallgatta az összeesküvők beszélgetését, és éjszaka – halálos betegen – átrohant a szakadó esőben Szentirmayékhoz. Rudolf és Zoltán már elutaztak, Flóra asszony – mihelyt értesült Vilmától a fenyegető veszélyről – lovas futárt küldött szerettei után Wesselényi birtokára. A férfiak azonban már továbbutaztak Pestre. Vilmát visszavitték a Kőcserepy-kastélyba, apja lovas futárt küldött a fővárosba Dabróni tekintetes úrhoz. Az üzenet egy szóból állt: Ne!
Dabróni – még nem kapván meg az üzenetet – nyilvános helyen provokálta Zoltánt és Rudolfot. Az ifjú Kárpáthyval a Ligetre beszélte meg a párbajt, másnap reggel 7 órára. A cinikus gazember éppen a célbalövést gyakorolta, amikor Wesselényi báró felkereste, és inzultálta. Az árvízi hajós nyolcra kapott időpontot, ám ezt nem fogadta el, mivel ő lett volna Kárpáthy Zoltán egyik segédje, mindenáron a fiú előtt akart megmérkőzni a bérenccel. Másnap reggel hatkor Dabróni és Szentirmay pisztolypárbajt vívtak egymással, Rudolf súlyosan megsebesült. Ezután Wesselényi és Dabróni kardpárbajára került sor, ahol az utóbbi kapott végzetes vágásokat, így Zoltán a Ligetben hiába várt a megmérettetésre. A fogatából kiszálló Fegyverneki báró közölte a fiatalemberrel történteket.
Szentirmay a halálos ágyán – mielőtt távozott volna a földi létből – átadta Zoltánnak a per iratait, az újabb bizonyítékokat, és arra biztatta a fiút, hogy okosan, bátran cselekedjék. Dabrónit sem kerülte el a végzete, mielőtt meghalt volna, még megkapta Kőcserepy üzenetét.
Kőcserepy Vilma halála után az apja és az anyja – mivel nem maradt, kire hagyják a vagyonukat – arra utasították Maszlaczkyt, hogy fejezze be a pert, ők lemondanak a törvényes örökös javára a birtokról. Az ügyvéd hiába érvelt kétségbeesetten, a gyászoló pár befejezettnek tekintette „az évszázad pörét”.
A gyászév letelte után Katinka és Zoltán – Szentirmayné Flóra és Kis Miska tanúskodásával – házasságra léptek. 
|  | Itt a vége a cselekmény részletezésének! |

## Szereplők
- Kárpáthy Zoltán – Kovács István
- Szentirmay Katinka – Venczel Vera
- Szentirmay Rudolf – Latinovits Zoltán
- Szentirmay Flóra – Ruttkai Éva
- Kárpáthy Abellino – Darvas Iván
- Wesselényi Miklós – Básti Lajos
- Kis Miska – Bitskey Tibor
- Tarnavári – Barsy Béla
- Tarnaváriné – Tábori Nóra
- Maszlaczky – Várkonyi Zoltán
- Kőcserepy Dániel – Kovács Károly
- Kőcserepy Dánielné – Szemere Vera
- Kőcserepy Vilma – Halász Judit
- Mayerné – Sulyok Mária
- Kutyfalvy András – Agárdy Gábor
- Fegyverneki – Benkő Gyula
- Dabroni – Bárdy György
- Bogozy – Tomanek Nándor
- Kovács, fiatal ügyvéd – Tordy Géza
- Clark mérnök – Linka György
- Trommel – Csákányi László

További szereplőkBudai István, Garics János, Kamarás Gyula, Prókai István, Siménfalvy Ida, Siménfalvy Sándor, Vándor József

## Érdekességek
- 1966 februárjában kezdték el a forgatást, egy-két téli jelenettel, majd a film többi részét nyáron vették fel.[1]
- A jeges jeleneteket Baján, a Dunánál vették fel. Kovács István dublőre hibázott, ezért az alkotóknak nem maradt más választásuk, a színésszel forgatták le a jelenetet. Bár beszakadt alatta a jég, s két kézzel kellett tartania magát, alul érezte, hogy a folyó vinné, és azt is, hogy sokáig nem bírja. Szerencsére a felvétel sikerült, és a Kárpáthy Zoltánt alakító színészt gyorsan kihúzták a hideg vízből.[1]
- Külföldön is forgattak, például Pozsony fölött, egy régi Pálffy-kastélyban.[1]
- Az árvíz jeleneteket egy elhagyatott strandon vették fel a Rákos-patak mentén, a X. kerületi Váltó utca - Pilisi út sarkán.[2] A díszletet kb. másfél méter magas vízzel árasztották el. A jelenet mind a színészeket, a statisztákat, és a stábot is fizikailag megterhelte.[3]

## Kapcsolódó szócikk
- Egy magyar nábob (1966)